# Ekonomika Africké unie
Ekonomika Africké unie, tedy ekonomika členských států AU, je 11. největší světová ekonomika s nominálním HDP 2263 miliard USD. Podle měření HDP s ohledem na paritu kupní síly (PPP) je ekonomika AU 1,515 trilionu USD, celkově 11. za Ruskem. Současně celkový dluh členů AU dosahuje 200 miliard USD. Obchod států AU tvoří jen 2 procenta globálního mezinárodního obchodu, ale protože přes 90 procent mezinárodního obchodu tvoří Forex, africká 2 procenta tvoří většinu komodit obchodovaných globálně a obsahují asi 70 procent světově strategických minerálů, včetně zlata a hliníku. Afrika je též velký trh pro evropský, americký a čínský průmysl.
Budoucí konfederační cíle AU obsahují vytvoření
- Ekonomické integrace
  - Zóny volného obchodu
  - Celní unie
  - Společného trhu
- Centrální banky
- Měnové unie - společné měny

tedy vznik ekonomické a měnové unie. Současný plán je vytvořit Africké hospodářské společenství s jednou měnou do roku 2023.